# Richard Jones (regista)
Richard Jones (Londra, 7 giugno 1953) è un regista teatrale britannico.

## Biografia
Dopo le lauree all'Università di Hull e all'Università di Londra e un breve periodo da musicista jazz tra il 1982 ed il 1983, Jones ha cominciato a lavorare per la Scottish Opera. Si fece notare per la prima volta nel 1987, quando diresse la prima mondiale dell'opera di Judith Weir A Night at the Chinese Opera alla Kent Opera. Da allora ha diretto con successo numerose opere in sedi prestigiose come l'Opera North, il Glyndebourne Festival Opera, la Welsh National Opera, l'English National Opera e la New York City Opera. Jones ha diretto anche diversi allestimenti per la Royal Opera House, tra cui un'apprezzata Gloriana di Benjamin Britten, la prima mondiale di Festen e la tetralogia de L'anello del Nibelungo, questa volta con minor successo. I suoi allestimenti di Hansel and Gretel per la Welsh National Opera, Lady Macbeth del Distretto di Mcensk per la Royal Opera House e Le troiane hanno vinto il Laurence Olivier Award per la miglior produzione di un'opera.
Molto attivo anche nel campo del teatro di prosa e del musical, Jones ha diretto cinque produzioni per il Young Vic di Londra, oltre ad avver collaborato con il National Theatre e la Royal Shakespeare Company. La sua regia della prima londinese di Into the Woods nel 1991 gli valse il Laurence Olivier Award al miglior regista, mentre per il suo esordio alla regia a Londra nel 1988 con  Too Clever By Half vinse il Laurence Olivier Award al miglior esordiente in un'opera teatrale. Nel 1991 fece il suo debuttò a Broadway con la farsa La Bete, che gli valse una candidatura al Tony Award alla miglior regia di un'opera teatrale.